# Lyambo Etshele
Lyambo Etshele (ur. 29 sierpnia 1968 w Kinszasie) – kongijski piłkarz występujący na pozycji pomocnika.

## Kariera klubowa
Etshele karierę rozpoczynał w 1986 roku w zespole AS Kalamu, z którym w tym samym roku zdobył Puchar Zairu. W 1988 roku został zawodnikiem francuskiego klubu Gazélec, grającego w trzeciej lidze. W sezonie 1989/1990 awansował z nim do drugiej ligi. Barwy Gazélec reprezentował do 1993 roku.
Następnie występował w także drugoligowym Valenciennes FC, a w 1994 roku przeszedł do Lille OSC, występującego w pierwszej lidze. Zadebiutował w niej 2 sierpnia 1994 w wygranym 1:0 meczu z RC Strasbourg. W Lille spędził sezon 1994/1995, a w następnym grał w innym pierwszoligowym zespole – Le Havre AC.
W 1996 roku Etshele odszedł do trzecioligowego Saint-Denis Saint-Leu, którego graczem pozostał do 1998 roku. Potem występował jeszcze w drużynie Aubervilliers, gdzie w 2000 roku zakończył karierę.

## Kariera reprezentacyjna
W 1992 roku Etshele został powołany do reprezentacji Zairu na Puchar Narodów Afryki. Zagrał na nim w meczu z Marokiem (1:1), a Zair osiągnął ćwierćfinał turnieju.